# Daniel Villalva
Daniel Alberto Villalva Barrios, conhecido como Keko Villalva ou somente Keko (Caá Catí, 6 de julho de 1992), é um futebolista argentino que atua como atacante. Atualmente está no Guaraní.

## Carreira

### Categorias de base
O nome de Daniel Villalva é uma homenagem a lenda do River Plate Daniel Alberto Passarella, aos 10 anos, quando ingressou no sistema juvenil de Talleres de Córdoba após um julgamento, mas sofreu um acidente com o pé esquerdo e foi libertado.  Meses depois, ele se recuperou e começou a jogar futebol novamente em sua província natal, Corrientes. Após vários testes em equipes como Rosario Central, Boca Juniors e San Lorenzo, todos demonstrando interesse em mantê-lo, ele finalmente se juntou ao River Plate em 2005 como um desejo pessoal, já que ele sempre apoiou Los Millonarios.

### River Plate
Em 8 de fevereiro de 2009, Daniel estreou contra Colón, substituindo Mauro Rosales aos 71 minutos e se tornando o jogador mais jovem do River Plate a disputar uma partida da liga aos 16 anos, 7 meses e 2 dias. Ele marcou seu primeiro gol sênior em uma vitória por 4-3 contra o Chacarita Juniors em 30 de agosto de 2009. Posteriormente, ele passou a desempenhar um papel mais importante na equipe, mas antes da temporada 2010-11, ele sofreu uma lesão vertebral que o impediu de jogar até o rebaixamento do River Plate. Depois, durante a campanha do River Plate no segundo nível, ele começou a jogar novamente depois de se recuperar de uma lesão, o que colocou sua carreira em risco novamente.

### Veracruz
Em 22 de junho de 2014, Villalva assinou com o Veracruz, com um contrato de três anos.

### Goiás
Em janeiro de 2020, Villalva foi contratado pelo Goiás em um contrato de um ano.

## Seleções de base
Daniel Villalva jogou pela Argentina pela primeira vez no Campeonato Sul-Americano de Futebol Sub-15, realizado no Brasil em 2007. Ele foi convocado pela seleção sub-17 e participou do Campeonato Sul-Americano de 2009, onde marcou 3 gols em 5 jogos e na Copa do Mundo de 2009.

## Títulos

#### River Plate
- Primeira Divisão Argentina : Final do Torneio 2014
- Copa Campeonato : Copa Campeonato 2014

#### Veracruz
- Copa MX : Clausura 2016